# Epilobium
- Commons
- Wikispecies

Epilobium L. é um género botânico pertencente à família Onagraceae.

## Espécies
Contém 793 espécies.
- Epilobium abortivum
- Epilobium alpestre    (Jacq.) Krock.
- Epilobium alsinifolium Vill.
- Epilobium anagallidifolium Lam.
- Epilobium brachycarpum C.Presl
- Epilobium brasiliense
- Epilobium brunnescens    (Cockayne) Raven & Engelhorn
- Epilobium ciliatum Raf.
- Epilobium collinum C.C.Gmel.
- Epilobium dodonaei Vill.
- Epilobium duriaei J.Gay ex Godr.
- Epilobium fleischeri Hochst.
- Epilobium hirsutum L.
- Epilobium hirtigerum
- Epilobium lanceolatum Sebast. & Mauri
- Epilobium montanum L.
- Epilobium nutans F.W.Schmidt
- Epilobium obscurum Schreb.
- Epilobium palustre L.
- Epilobium parviflorum Schreb.
- Epilobium roseum Schreb.
- Epilobium tetragonum L.
- Lista completa

## Classificação do gênero
| Sistema | Classificação                     | Referência               |
| ------- | --------------------------------- | ------------------------ |
| Linné   | Classe Octandria, ordem Monogynia | Species plantarum (1753) |